# Hospital israelita de Tunis

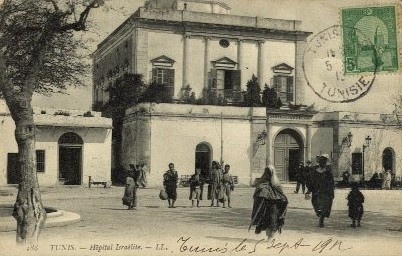
Antiga postal que mostra l'hospital entre 1900 i 1956

L'hospital israelita de Tunis (àrab: المستشفى الإسرائيلي بتونس, al-mustaxfà al-isrāʾīlī bi-Tūnis) és un antic hospital tunisià fundat per metges jueus procedents de Liorna inaugurat l'any 1895 a la plaça Halfaouine, al barri nord de la medina de Tunis.
Ocupava l'edifici del palau Khaznadar, i es va dedicar a atendre els habitants jueus del barri de la Hara.
Entre els metges que proporcionaven cures gratuïtes a l'hospital, es pot citar el metge Guglielmo Levi, nascut a Liorna i vingut de Pàdua, i que va ser director tant de l'hospital israelià com de l'italià (actual hospital Habib-Thameur).